# Paley Park

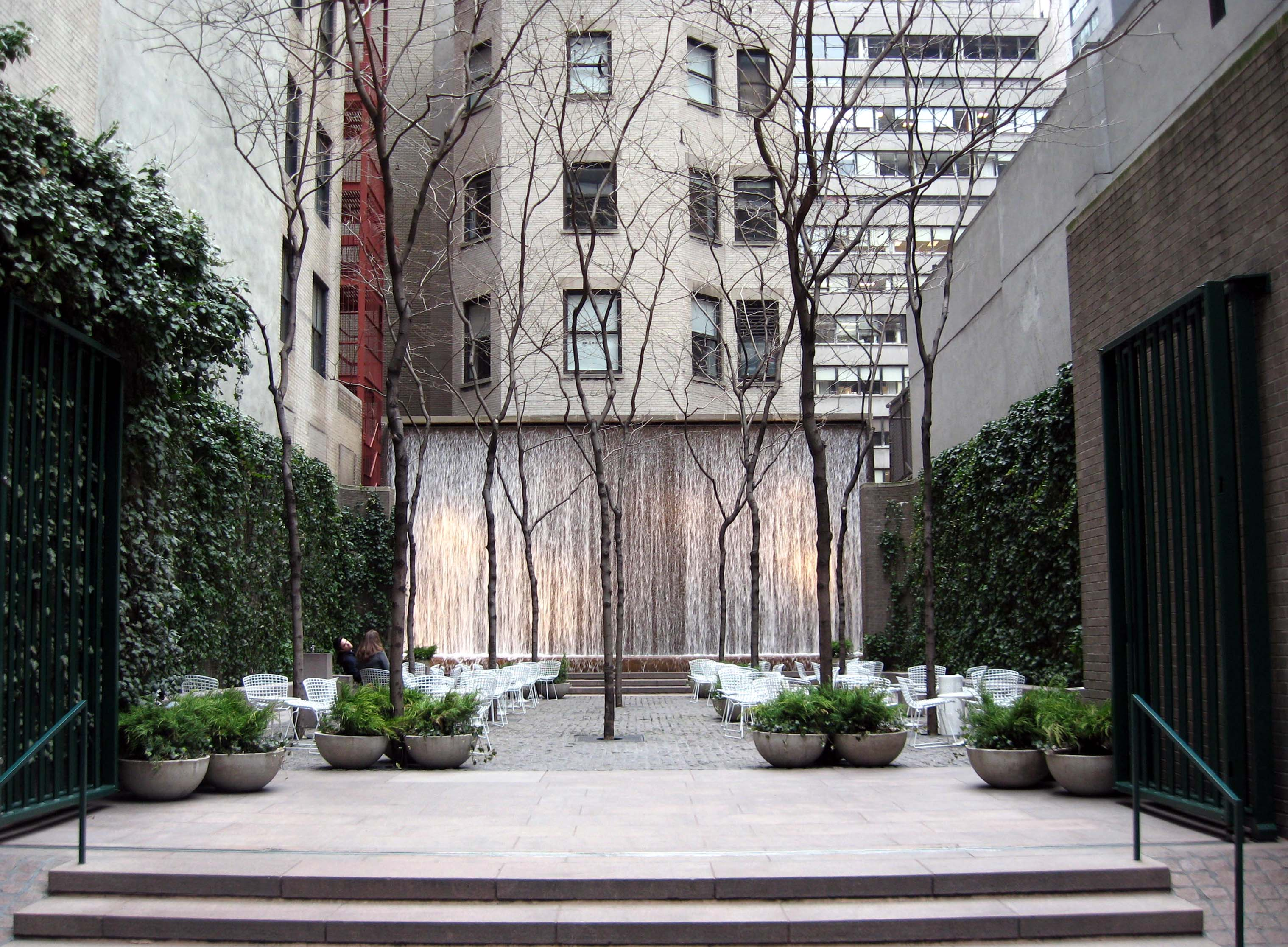
Paley Park, vintertid.

Paley Park är en minipark vid 3 East 53rd Street, Midtown Manhattan, New York, USA, där nattklubben Stork Club tidigare låg. Parken, som är designed av arkitektfirman Zion & Breen och öppnade den 23 maj 1967, räknas till en av de finare urbana miljöerna i USA. En framgångsfaktor för succén är vattenfallet som täcker hela baksidan av parken. Parken i övrigt omges av väggar på tre sidor och är öppen mot gatan på den fjärde sidan. Väggarna är täkta av murgröna. 